# 2024 en breakdance
Cet article présente les faits marquants de l'année 2024 en breakdance.

## Évènements

### Jeux olympiques
- Breakdance aux Jeux olympiques d'été de 2024